# St Catharine's College
St Catharine's College est un des 31 collèges de l'université de Cambridge au Royaume-Uni. Fondé en 1473, sous le nom de Katharine Hall, il a adopté son nom actuel en 1860. L'édifice comprend trois corps de bâtiments construits par Robert Grumbold.
St Catharine's se trouve à côté de King's College, devant Queens' College et face à Corpus Christi College.
Le géographe et urbaniste britannique Peter Hall y a effectué une partie de ses études tout comme le poète et romancier Malcolm Lowry.